# Екатерина (телесериал)
«Екатери́на» — российский исторический телесериал о судьбе немецкой принцессы Софии Августы Фредерики Ангальт-Цербстской из обедневшей ветви родственников прусских королей, о том, как она стала императрицей Всероссийской Екатериной Великой, а также о её правлении Российской империей. Премьера первого 12-серийного сезона состоялась на телеканале «Россия-1» 24 ноября 2014 года. Премьера второго 12-серийного сезона состоялась 27 февраля 2017 года. Премьера третьего 16-серийного сезона состоялась 21 октября 2019 года. Новые серии выходили в эфир с понедельника по четверг в 21:00.
Слоган первого сезона: «Я буду царствовать или погибну…».
Слоган второго сезона: «Она взошла на престол, чтобы стать Великой».
Слоган третьего сезона: «И пусть кто-нибудь посмеет меня остановить!».
Слоган четвёртого сезона: «История любви. История России».
19 марта 2020 года телесериал был официально продлён на завершающий четвёртый сезон. Цифровая премьера первых четырёх серий четвёртого сезона состоялась на медиаплатформе «Смотрим» 5 октября 2023 года. Новые серии размещались первые 3 недели по 4 эпизода еженедельно по четвергам, однако с 26 октября 2023 года заключительные 4 серии стали выкладываться по одной ежедневно. Заключительная серия появилась на медиаплатформе «Смотрим» 29 октября 2023 года. Телевизионная премьера финального сезона состоялась на телеканале «Россия-1» 6 ноября 2023 года. Серии выходили в эфир с понедельника по четверг в 21:20. Заключительная серия была показана в телеэфире 30 ноября 2023 года.

## Сюжет

### 1-й сезон. «Екатерина»
1744 год. Императрица Всероссийская Елизавета Петровна бездетна, поэтому наследником престола объявлен её племянник гольштейн-готторпский правитель Карл Петер Ульрих, в православии — Пётр Фёдорович, однако через некоторое время императрица понимает, что не может доверить империю Петру.
Елизавета принимает решение женить племянника, а когда у него родится сын, забрать мальчика и из внука самой воспитать будущего императора. Она выбирает в жёны племяннику принцессу Софию Фредерику из обедневшей ветви Ангальт-Цербстской династии (родственников прусских королей). Юная София Фредерика отправляется из Пруссии в далёкую и чужую страну в надежде обрести счастье, но сталкивается здесь с интригами и заговорами двора, безразличием супруга и коварным планом императрицы. Софии Фредерике приходится сменить веру и принять новое имя — Екатерина Алексеевна.
Проходят годы, и у Екатерины рождаются дети. Чтобы спасти себя и своих детей от смертельной опасности, постепенно Екатерина берёт всё в свои руки, и ей удаётся, пройдя череду испытаний и совершив дворцовый переворот, занять в 1762 году престол Российской империи.

### 2-й сезон. «Екатерина. Взлёт»
1768 год. На шестой год царствования новой императрицы назревает первая для Екатерины война с Турцией. В то же время Екатерина ищет способ сочетаться законным браком со своим давним фаворитом Григорием Орловым и узаконить их общего сына Алексея, чтобы сделать его наследником престола на случай, если законный ребёнок Екатерины Павел Петрович останется бездетным.
Однако развязное и непредсказуемое поведение Орлова, а также его проблемы с мужским здоровьем заставляют императрицу отказаться от мысли о браке и выслать сына Алексея за границу, удостоверившись, что Павел Петрович сможет завести семью. Избавившись от Орлова, Екатерина заводит нового фаворита, Григория Потёмкина, и подыскивает в Европе невесту для наследника.
1774 год. Русско-турецкая война заканчивается победой для России, которая устанавливает свой протекторат над Крымским ханством и получает выход к Чёрному и Азовскому морям.
1776 год. Екатерина во второй раз более удачно женит Павла Петровича на очередной немецкой принцессе, а сама венчается с Потёмкиным, который в её честь на юге империи основывает город Екатеринослав.
1780 год. Екатерина освобождает из заключения и отпускает в Данию брауншвейгское семейство.
1782 год. Екатерина открывает в Санкт-Петербурге памятник Петру I и отправляет Павла Петровича с супругой и детьми в путешествие по Европе.

### 3-й сезон. «Екатерина. Самозванцы»
Мидквел предыдущего сезона, действие происходит между 11-й и 12-й сериями второго сезона, с 1774 по 1776 годы.
На дворе 1774 год, правление Екатерины оказалось под большой угрозой с четырёх сторон. Идёт война с Турцией, которая может обернуться для России либо удачным миром, либо сокрушительным поражением. Кроме того, в Париже в руках беглых поляков и французских авантюристов оказывается важный козырь против Екатерины — Елизавета Тараканова, самозваная дочь Елизаветы Петровны.
В России разгорается крестьянское восстание под предводительством Емельяна Пугачёва — ещё одного самозванца, объявившего себя Петром III. Наконец, опасность зреет и во дворце: Панин просчитывает варианты передачи власти от Екатерины Павлу. От решений императрицы зависит судьба России.

### 4-й сезон. «Екатерина. Фавориты»
1779 год. Императрица Екатерина II – на пике своего величия. В Европе её уже называют Великой с подачи влиятельной княгини Дашковой, которая впоследствии возвращается в Россию и становится ближайшей сподвижницей императрицы. Светлейший князь Потемкин, бывший фаворит, венчанный супруг Екатерины, остается её верным соратником и фактически вторым лицом в государстве. Однако личная жизнь императрицы, как и прежде, полна страстей и любовных интриг. Отныне под чутким руководством Потемкина новые фавориты Екатерины то и дело сменяют друг друга. И один из них, Александр Ланской, становится её настоящей любовью. Но судьба приготовила императрице новые испытания... Несмотря на то, что её сердце разбито, Екатерина не забывает о масштабных государственных планах. И среди них – манифест о престолонаследии. Императрица решает передать трон внуку Александру, минуя законного наследника – своего сына Павла. Но Павел не собирается уступать своих прав и будет бороться до конца! Начинается новая схватка за власть...

## В ролях

### Первый сезон
| Актёр                     | Роль                                               |
| ------------------------- | -------------------------------------------------- |
| Марина Александрова       | София Августа Фредерика, «Екатерина Алексеевна»    |
| Юлия Ауг                  | императрица Елизавета Петровна                     |
| Александр Яценко          | Карл Петер Ульрих, «Пётр Фёдорович»                |
| Владимир Меньшов          | граф Алексей Бестужев-Рюмин                        |
| Константин Лавроненко     | лейб-медик императорского двора граф Иоганн Лесток |
| Александр Лазарев-младший | граф Алексей Разумовский                           |
| Риналь Мухаметов          | князь Сергей Салтыков                              |
| Сергей Стрельников        | капитан гвардии Григорий Орлов                     |
| Изабель Шосниг            | герцогиня Иоганна Гольштинская                     |
| Николай Козак             | глава Тайной канцелярии граф Александр Шувалов     |
| Виталий Кравченко         | генерал-фельдмаршал Степан Апраксин                |
| Елена Шамова              | Джемма                                             |
| Иван Добронравов          | Пимен                                              |
| Светлана Корчагина        | Матрёна                                            |
| Алексей Воробьёв          | посол Польши в России князь Станислав Понятовский  |
| Максим Керин              | Христиан Брекдорф                                  |
| Кирилл Рубцов             | Иван Бецкой                                        |
| Хартмут Круг              | король Пруссии Фридрих II Великий                  |
| Витас Эйзенах             | Арвид Мардефельд                                   |
| Патрик Рулье Роллин       | Французский посол в России Шетарди                 |
| Валентина Талызина        | няня царя Иоанна VI                                |
| Александр Балуев          | голос за кадром                                    |

### Второй сезон
| Актёр                | Роль                                                                 |
| -------------------- | -------------------------------------------------------------------- |
| Марина Александрова  | императрица Екатерина II                                             |
| Павел Табаков        | цесаревич Павел Петрович                                             |
| Сергей Марин         | Граф Григорий Орлов                                                  |
| Владимир Яглыч       | Григорий Потёмкин                                                    |
| Сергей Колтаков      | Глава Коллегии иностранных дел Никита Панин                          |
| Артём Алексеев       | граф Алексей Орлов                                                   |
| Михаил Горевой       | тайный советник Степан Шешковский                                    |
| Любава Грешнова      | фрейлина Софья Степановна                                            |
| Игорь Скляр          | личный секретарь императрицы Иван Бецкой                             |
| Марчин Стец          | король Польский Станислав Август Понятовский                         |
| Александр Булатов    | Сын Екатерины Второй Алексей Григорьевич Бобринский                  |
| Антон Денисенко      | учитель Павла Петровича Семён Порошин                                |
| Марина Митрофанова   | фрейлина Анна Шереметьева                                            |
| Станислав Стрелков   | Адам Васильевич Олсуфьев                                             |
| Жорж Девдариани      | медикус Джордж Роджерсон (Роджерсон, Джон Сэмюэль / Димсдейл, Томас) |
| Алина Томников       | Вильгельмина Гессен-Дармштадтская (Наталья Алексеевна)               |
| Алёна Олькина        | Амалия Гессен-Дармштадтская                                          |
| Елизавета Арзамасова | Луиза Августа Гессен-Дармштадтская                                   |
| Олег Зима            | Украинский гетман Кирилл Разумовский                                 |
| Александр Ткачёв     | Андрей Кириллович Разумовский                                        |
| Родион Галюченко     | Пётр Кириллович Разумовский                                          |
| Стасс Классен        | король Пруссии Фридрих II                                            |
| Леонид Кулагин       | архиепископ Гавриил                                                  |
| Александра Урсуляк   | помещица Дарья Салтыкова, «Салтычиха»                                |
| Татьяна Лялина       | София Доротея Вюртембергская (Мария Фёдоровна)                       |
| Сергей Юшкевич       | Посол России в Турции граф Алексей Михайлович Обресков               |
| Андрей Зайков        | Иван Елагин                                                          |
| Александр Смирнов    | Григорий Теплов                                                      |
| Андрей Гусев         | Лев Нарышкин                                                         |
| Александр Олешко     | художник Фёдор Рокотов                                               |
| Владимир Юматов      | граф Пётр Борисович Шереметев                                        |
| Сергей Ларин         | Николай Иванович Салтыков                                            |
| Андрей Руденский     | герцог Антон Ульрих Брауншвейг-Бевернский                            |
| Анастасия Цибизова   | Екатерина Антоновна                                                  |
| Кристина Борейко     | Елизавета Антоновна                                                  |
| Алексей Ходкевич     | Алексей Антонович                                                    |
| Максим Кудрявцев     | Пётр Антонович                                                       |
| Самвел Мужикян       | султан Турции Мустафа III                                            |
| Алексей Усольцев     | Иван Кулибин                                                         |
| Саят Абаджян         | посол Османского государства паша Джанер                             |
| Иван Агапов          | медикус Пинкус                                                       |
| Игорь Балалаев       | Александр Суворов                                                    |
| Александр Воробьёв   | воспитатель Алексея Григорьевича Василий Шкурин                      |
| Якуб Сноховский      | Кшиштоф Пжецкий                                                      |
| Юрий Маслак          | генерал Ганс фон Цитен                                               |

### Третий сезон
| Актёр               | Роль                                              |
| ------------------- | ------------------------------------------------- |
| Марина Александрова | императрица Екатерина II                          |
| Павел Табаков       | цесаревич Павел Петрович                          |
| Сергей Колтаков     | Никита Иванович Панин                             |
| Артур Иванов        | Самозванец Емельян Пугачёв                        |
| Ангелина Стречина   | Самозванка княжна Тараканова                      |
| Михаил Горевой      | тайный советник Степан Иванович Шешковский        |
| Артём Алексеев      | Алексей Орлов                                     |
| Сергей Марин        | Григорий Орлов                                    |
| Александр Ткачёв    | Андрей Разумовский                                |
| Алина Томников      | Наталья Алексеевна                                |
| Владимир Яглыч      | Григорий Потёмкин                                 |
| Данила Дунаев       | поэт Гавриил Державин                             |
| Диана Милютина      | фаворитка Павла Петровича Екатерина Нелидова      |
| Игорь Грабузов      | Лефевр                                            |
| Артём Кретов        | Казимир Огинский                                  |
| Даниил Слуцкий      | племянник Казимира Огинского Михал Огинский       |
| Ольга Макеева       | Мария Каролина                                    |
| Сергей Тесслер      | Фердинанд I                                       |
| Кузьма Сапрыкин     | литератор Денис Фонвизин                          |
| Станислав Стрелков  | Адам Олсуфьев                                     |
| Игорь Балалаев      | Александр Суворов                                 |
| Игорь Скляр         | личный секретарь императрицы Иван Иванович Бецкой |
| Игорь Головин       | Кирилл Григорьевич Разумовский                    |
| Семён Лопатин       | Иван Блудов                                       |
| Александр Назаров   | Иван Елагин                                       |
| Сергей Барковский   | Пётр Панин                                        |
| Сергей Горошко      | Анатоль Гартенберг                                |
| Моника Госсманн     | Гертруда                                          |
| Василиса Измайлова  | Виола Елагина                                     |
| Александр Ливанов   | Самуил Грейг                                      |
| Сергей Зарубин      | Калиостро                                         |
| Родион Галюченко    | Пётр Разумовский                                  |
| Любава Грешнова     | фрейлина Софья Разумовская                        |
| Дмитрий Гирев       | пугачёвский атаман Федор Чумаков                  |
| Владимир Антоник    | голос за кадром                                   |

### Четвёртый сезон
| Актёр                 | Роль                                                         |
| --------------------- | ------------------------------------------------------------ |
| Марина Александрова   | императрица Екатерина II                                     |
| Павел Табаков         | великий князь Павел Петрович                                 |
| Владимир Яглыч        | светлейший князь Григорий Потёмкин                           |
| Сергей Новосад        | фаворит императрицы Александр Ланской                        |
| Надежда Лумпова       | великая княгиня Мария Фёдоровна                              |
| Михаил Горевой        | тайный советник Степан Иванович Шешковский                   |
| Николай Иванов        | статс-секретарь Александр Безбородко                         |
| Анна Ковальчук        | графиня, подруга и сподвижница императрицы Екатерина Дашкова |
| Татьяна Филатова      | камер-юнгфрау Марья Перекусихина                             |
| Мария Лисовая         | графиня Прасковья Брюс                                       |
| Станислав Тикунов     | фаворит императрицы Иван Корсаков                            |
| Владислав Ценёв       | маэстро Лука Джатти                                          |
| Валерий Кухарешин     | король Пруссии Фридрих II                                    |
| Андрей Марусин        | фаворит императрицы Александр Ермолов                        |
| Арина Желаева         | княжна Юлдуз                                                 |
| Софья Шуткина         | фрейлина Александра Энгельгардт                              |
| Диана Милютина        | фрейлина, фаворитка Павла Петровича Екатерина Нелидова       |
| Игорь Балалаев        | полководец Александр Суворов                                 |
| Владимир Виноградов   | генерал Николай Репнин                                       |
| Никита Крахмалёв      | фаворит императрицы Платон Зубов                             |
| Иван Зайцев           | фаворит императрицы Николай Мордвинов                        |
| Глеб Подгородинский   | эрцгерцог Австрийский Иосиф II                               |
| Дмитрий Воздвиженский | кронпринц Фридрих Вильгельм                                  |
| Дмитрий Астрахан      | граф Александр Строганов                                     |
| Алексей Колган        | крупнейший книгоиздатель и журналист Николай Новиков         |
| Иван Рысин            | адъютант Поль Дашков                                         |
| Николина Калиберда    | леди Элизабет Крейвен                                        |
| Дмитрий Ткаченко      | хан Шагин Гирей                                              |
| Мухаммад Али          | турецкий султан Абдул-Хамид I                                |
| Игорь Иванов          | граф Николай Салтыков                                        |
| Сергей Яценюк         | граф Александр Самойлов                                      |

## Съёмки
Первый сезон картины под названием «Екатерина» снят в 2014 году режиссёрами Александром Барановым и Рамилем Сабитовым и включает в себя двенадцать серий. Производителями являются кинокомпании «Амедиа» (основатель — Александр Акопов) и Production Value. Основная часть съёмок проходила в Чехии.
Второй сезон снимался с 25 апреля по 27 июля 2016 года под названием «Екатерина. Взлёт» и повествует о периоде правления Екатерины Великой на престоле Российской империи, начиная с шестого года её царствования (с 1768 года), когда от её решений зависит будущее великой страны. Второй сезон состоит из двенадцати серий. Его режиссёром стал Дмитрий Иосифов. Фильм произведён продюсерской компанией COSMOS studio и кинокомпанией «Амедиа» при финансовой поддержке Министерства культуры Российской Федерации.
Третий сезон снимался с сентября 2018 года по февраль 2019 года под названием «Екатерина. Самозванцы». События новой истории разворачиваются в период с 1774 по 1776 год. Сюжет посвящён самым сложным годам правления российской императрицы — периоду восстания Емельяна Пугачёва, Русско-турецкой войны и притязаний на трон самозванки княжны Таракановой. Третий сезон состоит из шестнадцати серий. В кресле режиссёра остался Дмитрий Иосифов. Фильм произведён продюсерской компанией COSMOS studio.
Приквел под названием «Елизавета» снимался с 28 февраля по 24 июня 2021 года. События разворачиваются в Эпоху дворцовых переворотов. Сюжет посвящён судьбе цесаревны Елизаветы Петровны, дочери императора Петра I. Режиссёр — Дмитрий Иосифов. Фильм производится продюсерской компанией COSMOS studio.
Съёмки четвёртого сезона под названием «Екатерина. Фавориты» проходили с августа 2022 года по январь 2023 года. Режиссёрское кресло занял Дмитрий Петрунь.

## Список серий
| Сезон | Серии | Серии | Даты показа     | Даты показа     |
| Сезон | Серии | Серии | Первая серия    | Последняя серия |
| ----- | ----- | ----- | --------------- | --------------- |
| 1     | 12    | 12    | 24 ноября 2014  | 27 ноября 2014  |
| 2     | 12    | 12    | 27 февраля 2017 | 7 марта 2017    |
| 3     | 16    | 16    | 21 октября 2019 | 31 октября 2019 |
| 4     | 16    | 16    | 5 октября 2023  | 29 октября 2023 |

## Премьера
Премьера первого сезона состоялась 24 ноября 2014 года на телеканале «Россия-1». Во время трансляции сериал занимал верхнюю строчку телерейтинга фильмов и сериалов России, удерживая стабильно высокую долю на уровне 20 %. Доля и рейтинг сериала также попали на девятую строчку среди стартовых цифр всех телевизионных проектов (фильмов и сериалов) за год. Первый сезон сериала посмотрел каждый пятый житель России.
Премьерный показ второго сезона «Екатерина. Взлёт» стартовал 27 февраля 2017 года в 21:00 на телеканале «Россия-1».
Премьера третьего сезона «Екатерина. Самозванцы» состоялась 21 октября 2019 года в 21:00 на телеканале «Россия-1».
Премьера четвёртого сезона «Екатерина. Фавориты» состоялась 5 октября 2023 года на медиасервисе «Смотрим» и 6 ноября 2023 года в 21:20 на телеканале «Россия-1».

## Трансляции
По состоянию на 22 октября 2019 года, два первых сезона были переведены на 20 языков, а сериал купили для показа 104 страны.
| Страна              | Телеканал                |
| ------------------- | ------------------------ |
| Россия              | «Россия-1» «Смотрим»     |
| Черногория          | Vijesti                  |
| Мексика             | Canal 22 Mexico          |
| Колумбия            | Señal Colombia           |
| Хорватия            | HRT 2 HRT 3              |
| Болгария            | bTV bTV Lady             |
| Монголия            | «Монгол ТВ»              |
| Сербия              | Prva World               |
| Республика Сербская | РТРС                     |
| Венгрия             | Izaura TV                |
| Китай               | Amazon                   |
| Япония              | Channel Ginga BS Nittere |
| Пакистан            | Filmazia                 |
| Эстония             | ETV                      |

## Награды и номинации

### Первый сезон
- Российская индустриальная телевизионная премия «ТЭФИ — 2015» в категории «Вечерний прайм»[20][21]:
  - победа в номинации «Телевизионный фильм/сериал»
  - победа в номинации «Лучшая актриса телевизионного фильма/сериала» — Юлия Ауг
- Премия АПКиТ 2015[22]:
  - премия в категории «Лучшая актриса второго плана в телефильме/сериале» — Юлия Ауг
  - премия в категории «Лучшая работа художника по костюмам» — Валентина Каменева, Светлана Москвина
  - номинация на премию в категории «Лучшая актриса телефильма/сериала» (Марина Александрова)
  - номинация на премию в категории «Лучший актёр второго плана в телефильме/сериале» (Александр Яценко)
  - номинация на премию в категории «Лучшая работа художника-постановщика» (Сергей Воробьёв, Сергей Онипенко)
  - номинация на премию в категории «Лучшая работа художника по гриму» (Марина Дедова, Илона Левитская)
- «Золотой орёл — 2016»[23]
  - победа в номинации «Лучший телевизионный сериал (более 10 серий)»
  - номинация на премию в категории «Лучшая мужская роль на телевидении» (Александр Яценко)
  - номинация на премию в категории «Лучшая женская роль на телевидении» (Марина Александрова)

### Второй сезон
- Российская индустриальная телевизионная премия «ТЭФИ — 2017» в категории «Вечерний прайм»
  - номинация на премию в категории «Лучшая актриса телевизионного фильма/сериала» (Марина Александрова)
  - номинация на премию в категории «Телевизионный продюсер сезона» (Александр Акопов)
- Премия АПКиТ 2018
  - номинация на премию в категории «Лучший актёр второго плана в телевизионном фильме/сериале» (Сергей Колтаков)
  - номинация на премию в категории «Лучшая работа художника по гриму» (Марина Дедова, Илона Левитская)
- Фестиваль российских многосерийных художественных фильмов «Утро Родины 2018»[24]
  - приз в категории «Лучшая музыка к фильму» — Николай Ростов
  - номинация на приз в категории «Лучший фильм (Гран-при)»

### Третий сезон
- Премия АПКиТ 2020[25]
  - премия в категории «Лучшая работа художника-постановщика» — Сергей Воробьёв
  - премия в категории «Лучшая работа художника по костюмам» — Светлана Москвина

### Четвёртый сезон
- Премия АПКиТ 2024
  - номинация на премию в категории «Лучший телесериал (5-19 серий)»